# クレスピ・ダッダ
クレスピ・ダッダ（イタリア語: Crespi d'Adda）は、イタリア共和国ロンバルディア州ベルガモ県カプリアーテ・サン・ジェルヴァージオというコムーネにある、労働者のための町の名前である。
19世紀にクリストフォロ・ベニーニョ・クレスピにより労働者のための理想郷としてアッダ川とブレンボ川が合流する三角地帯に建設された。1995年にユネスコの世界遺産（文化遺産）に登録された。

## 登録基準
この世界遺産は世界遺産登録基準のうち、以下の条件を満たし、登録された（以下の基準は世界遺産センター公表の登録基準からの翻訳、引用である）。
- (4) 人類の歴史上重要な時代を例証する建築様式、建築物群、技術の集積または景観の優れた例。
- (5) ある文化（または複数の文化）を代表する伝統的集落、あるいは陸上ないし海上利用の際立った例。もしくは特に不可逆的な変化の中で存続が危ぶまれている人と環境の関わりあいの際立った例。